# Gino Morici
Eugenio Morici, detto Gino (Palermo, 20 febbraio 1901 – Palermo, 29 gennaio 1972), è stato un pittore, decoratore e scenografo italiano.

## Biografia
Frequentò l'istituto d'arte e l'Accademia di Belle Arti della sua città.
Esordì vincendo dei concorsi nazionali. Nel 1926 lavorò ad un pannello decorativo intitolato Allegoria della Nazione (perduto), per il soffitto ligneo del salone di rappresentanza della succursale palermitana della Banca d'Italia. In quello stesso anno fu incaricato da Ernesto Basile alla realizzazione del pannello decorativo Federico II e la sua corte imperiale, con colori a tempera su di una tela estesa, per la parete di fondo dell'Aula "Luigi Di Maggio" della Società Siciliana per la Storia Patria. Tutt'e due i pannelli vennero ultimati nel 1929, lo stesso anno di partecipazione alla I Mostra Siciliana d'Arte Sacra, nella quale espose il dipinto Gesù preso e condotto prigioniero, e alla II Mostra d'Arte del Sindacato Siciliano Fascista degli Artisti, dove fu presente con i soggetti Il postino paralitico e Figura, a vari lavori oggi non identificati.
Nel periodo compreso tra il 1930 e il 1932 insegnò decorazione pittorica nella stessa scuola dove si diplomò e dal 1932 occupò la cattedra di incisione all'Accademia fino al 1968. Fu sospeso dall'insegnamento per due anni (1934-1936) a causa dell'accusa di antifascismo, ma riprese la docenza. Più tardi, nel secondo dopoguerra, continuerà a mantenere la cattedra affiancando a questa quelle di scenografia e modellistica (1953-1972) alla Facoltà di Architettura.

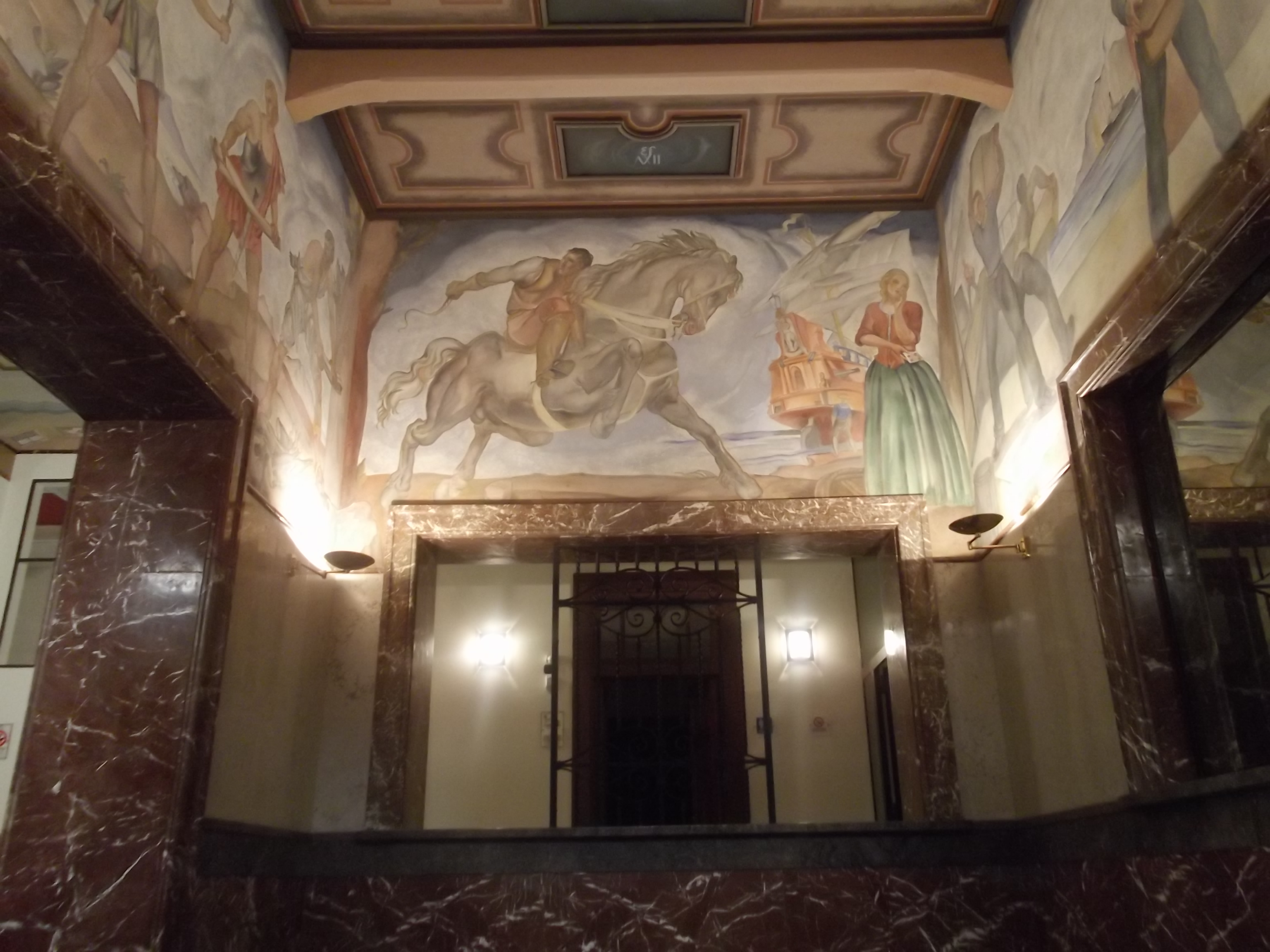
Affresco del Palazzo delle Poste a Caltanissetta

Nel 1933 iniziò i lavori per alcuni interni del Palazzo delle Poste di Caltanissetta, ora di proprietà della Banca Sicana (precedentemente denominata Banca del Nisseno) che lo ha ristrutturato, per il quale portò poi a compimento Allegoria dell'Italia (1934), olio su tavola posto nell'ex Sala del Telegrafo.
Nel 1935 operò la tela Sintesi della marcia su Roma per il Palazzo delle Poste di Palermo, di cui oggi ne rimane un singolo frammento stanziata in una collezione privata milanese. Realizzò anche un grande mosaico per il Palazzo delle Poste di Agrigento con tema sulle comunicazioni posto ancor oggi sulla parete destra dell'ingresso. In seguito si diede ai dipinti murali Quattro evangelisti (alla Cappella dell'Ospedale "Gian Filippo Ingrassia" di Palermo) del 1936 e Allegoria dell'Impero Romano (nella cosiddetta Sala dell'Impero del Palazzo del Governo di Ragusa) del 1937, quest'ultimo insieme a Pippo Rizzo. Nello stesso anno realizzò gli affreschi Principessa Maria Pia di Savoia a Palermo e le grandi carte geografiche dipinte sulle pareti delle stanze un tempo sede palermitana del comando dell'Aeronautica Militare di piazza Giulio Cesare, oggi uffici comunali di un assessorato.
Durante il periodo Morici lavora agli interni in stile Novecento di Casa Savona (in via Roma), per l'ingegnere Giuseppe Arici, progettista dell'immobile.
Numerose opere del periodo a cavallo tra gli anni venti e trenta, ad esempio i soggetti su cavalletto Il caffè della noia, Nudo, La disputa di Venere (anche chiamata Le ferite dell'essere).
Partecipò con le due opere La città religiosa e San Giorgio alla VII Mostra d'arte del sindacato interprovinciale fascista belle arti del 1938. Nello stesso anno elaborò un grande pannello decorativo in tarsia di legni pregiati per la nuova sede dei Circoli Riuniti di Palermo.
Al termine del conflitto mondiale estese le sue commesse lavorative come costumista e scenografo sia al teatro che per il cinema. Tra i suoi i più importanti lavori in ambito operistico le scene per il Teatro Massimo della Cavalleria rusticana di Pietro Mascagni, utilizzate per tre diversi allestimenti (nel 1956, nel 1961 e quando furono portati a Catania per il Teatro Massimo Bellini nel 1958), le scene per I vespri siciliani di Giuseppe Verdi (per un allestimento del 1957 al Teatro Massimo di Palermo); per il teatro di prosa collaborò con Anton Giulio Bragaglia alla messa in scena al Teatro Biondo di Riutura di Nino Martoglio, durante le celebrazioni per il primo centenario della rivoluzione del 1848; anche in Lu curtigghiu di li raunisi commedia volgare di un anonimo del Settecento; Storia del soldato di Charles-Ferdinand Ramuz con musiche di Igor Stravinskij e scene realizzate da Morici su disegni di Renato Guttuso; nel 1966 per il Teatro Garibaldi Natali, viaggi, delitti, arresto, processo, detenzione e condanna di Giuseppe Balsamo di Palermo, detto il conte di Cagliostro con Pulcinella suo compagno ai delitti e alla pena, la riscrittura bragagliana di un canovaccio della commedia dell'arte settecentesca.
Come scenografo cinematografico lavorò con Domenico Paolella, Marco Elter, Pino Mercanti, Sergio Corbucci ma soprattutto con Pietro Germi.
Tra gli anni cinquanta prese parte alle decorazione di numerosi locali pubblici e privati palermitani, come il Bar Moka di via Ruggiero Settimo nel 1951; lo stabile della SIP di piazzale Ungheria nel 1952; il negozio di filati Mancinelli in via Roma, nel 1953; Villa Igiea tra 1957-1958; Palazzo Forcella-de Seta al Foro Italico (1955); la residenza della prefettura Villa Pajno in viale della Libertà; curò anche proprietà di culto tra le quali la Chiesa di San Michele Arcangelo in via Giuseppe Sciuti (1957). Nel 1954 approntò per la direzione del Museo regionale di Messina di Maria Accascina  delle bozze ad acquerelli per l'allestimento moderno, conservate tra le raccolte museali.
Il Comune di Palermo consegnò nel 1956 la progettazione e direzione dei cantieri per l'infanzia dentro il Parco della Favorita della costituenda Città dei Ragazzi, con scenari fantastici e stereotipici, come anfratti preistorici, ambienti da Far West e altri, creature immaginarie e mostri realizzati da Mario Pecoraino.
Nel decennio successivo continuò ad operare ad altri ambiti specifici: un affresco intitolato La terra e l'acqua alla Facoltà di Agraria del 1961; Il risparmio, tempera nella sala del pubblico alla Cassa di Risparmio nel 1963; nella Chiesa di San Espedito (1960); per la Chiesa di Santa Lucia al Borgo al 1964. Della stessa decade sono le progettazioni di padiglioni (ISLA; So.Fi.S; Cinzano; eccetera...) per le fiere di Messina e di Palermo, nelle quali fu a capo dell'ufficio allestimenti (1964).
Si distinse anche per la qualità delle sue iniziative grafiche, che comprendono cartoline pubblicitarie per la Metallurgica Agricola Siciliana verso il culmine degli anni venti e varie intese con case editrici (la D’Anna di Messina; le Tumminelli e Icaro a Milano; le Edizioni San Paolo; le case panormite IRES, Palumbo e con il quotidiano L'Ora, per il quale realizzò le illustrazioni di una ripresa a puntate nel 1955 del romanzo di Luigi Natoli I Beati Paoli).
Nel 1951 progettò da curioso inventore un robot che chiamò Attore Ideale, e anche un faro antiabbagliante per autoveicoli, brevettati e registrati a suo nome (1965).
Finì più tardi i suoi giorni, sempre nel capoluogo siciliano.

## Filmografia
- Gli ultimi della strada, regia di Domenico Paolella (1939)
- Il figlio del corsaro rosso, regia di Marco Elter (1943)
- Gli ultimi filibustieri, regia di Marco Elter (1943)
- I cavalieri dalle maschere nere (I Beati Paoli), regia di Pino Mercanti (1948)
- In nome della legge, regia di Pietro Germi (1949)
- La cintura di castità, regia di Camillo Mastrocinque (1949)
- La peccatrice dell'isola, regia di Sergio Corbucci (1952)